# Götene kommun
Götene kommun är en kommun i Västra Götalands län, i före detta Skaraborgs län. Centralort är Götene.
En bördig jordbruksslätt med kalkhaltig jord från Västgötabergen upptar större delen av kommunen. Götene är en 
utpräglad industrikommun där mer än dubbelt så hög andel som genomsnittet för Sverige var sysselsatta inom 
tillverkningsindustrin i början av 2020-talet. 
Befolkningstrenden var positiv fram till 1995 då den vände. Runt 2010 ökade befolkningen åter för att därefter minska.
Efter valen på 2010-talet har kommunen haft skiftande styren, dock har det lokala partiet Götenes framtid varit delaktiga i samtliga styren.

## Administrativ historik
Kommunens område motsvarar socknarna Broby, Forshem, Fullösa, Götene, Hangelösa, Holmestad, Husaby, Kestad, Kinne-Kleva, Kinne-Vedum, Källby, Ledsjö, Medelplana, Ova, Sil, Skeby, Skälvum, Västerplana, Vättlösa och Österplana. I dessa socknar bildades vid kommunreformen 1862 landskommuner med motsvarande namn. 
I området inrättades 6 augusti 1915 Lundsbrunns municipalsamhälle och 5 februari 1918 Götene landskommun. 
Vid kommunreformen 1952 bildades i området de tre storkommunerna Husaby (av de tidigare kommunerna Broby, Hangelösa, Husaby, Kinne-Kleva, Källby, Ledsjö, Ova, Skeby och Skälvum), Kinnekulle (av Forshem, Fullösa, Kestad, Medelplana, Västerplana och Österplana) samt Götene köping (av Götene, Holmestad, Kinne-Vedum, Sil och Vättlösa) samtidigt som Götene municipalsamhälle upplöstes. Lundsbrunns municipalsamhälle upplöstes 31 december 1957.
1967 inkorporerades Husaby och Kinnekulle landskommuner i köpingen. Götene kommun bildades vid kommunreformen 1971 genom en ombildning av Götene köping.
Kommunen ingick från bildandet till 2009 i Lidköpings domsaga för att från 2009 ingå i Skaraborgs domsaga.

## Geografi
Kommunen är belägen i den norra delen av landskapet Västergötland vid sjön Vänerns södra strand. Götene kommun gränsar i öster till Mariestads kommun och Skövde kommun, i söder till Skara kommun och i väster till Lidköpings kommun, alla i före detta Skaraborgs län.

### Topografi och hydrografi
En bördig jordbruksslätt med kalkhaltig jord från Västgötabergen upptar större delen av kommunen. Platåberget Kinnekulle ligger på det subkambriska peneplanet, det vill säga på urbergets plana yta. Urberget utgörs av sandsten, skiffe och kalksten vilka bildar horisontella lager. Ovanpå detta, på ett mindre område, finns den hårda vulkaniska bergarten diabas som skyddat Kinnekulle från att helt eroderas bort. Det finns fortsatt en del dagbrott på berget som hålls öppna. På sandstenslagret i sydväst ligger Västerplana storäng med ädellövskog och på alunskiffern i öster ligger Österplana hed som kontrast har alvarmark. Berggrunden bildar ofta markerade klevar. I östra delen av kommunen återfinns rullstensåsen Holmestadsåsen med anslutande ändmoräner som sticker upp ur lerslätten. Dessa vittnar om inlandsisens avsmältning men också om isbräckans kalvningsbukt i det dåvarande Västerhavet.
Nedan presenteras andelen av den totala ytan 2020 i kommunen jämfört med riket.
|  | Bebyggelse (7,4 %) |

|  | Skog (38,9 %) |

|  | Öppen myrmark (0,5 %) |

|  | Jordbruksmark (48,2 %) |

|  | Övrig mark (5,0 %) |

|  | Bebyggelse (3,1 %) |

|  | Skog (68,0 %) |

|  | Öppen myrmark (7,2 %) |

|  | Jordbruksmark (7,4 %) |

|  | Övrig mark (14,3 %) |

### Naturskydd
År 2021 fanns 24 naturreservat i Götene kommun varav de flesta på Kinnekulle. Reservaten har varierande karaktär då vissa utgörs av beteshagar medan andra är artrika. En del har lummiga klippbranter och vissa  majestätiska gamla ekar. Som exempel kan nämnas reservatet Mariedalsån i Lundsbrunn som ligger i en väldigt vacker bäckravin. De tre reservaten Varaskogen, Björkkullasand och Vara ligger vid Vänerns strand i norra delen av kommunen. Klyftamon har vildmarkskaraktär och välutvecklad skog- och myrmosaik och är belägen i östra delen av kommunen.

### Administrativ indelning

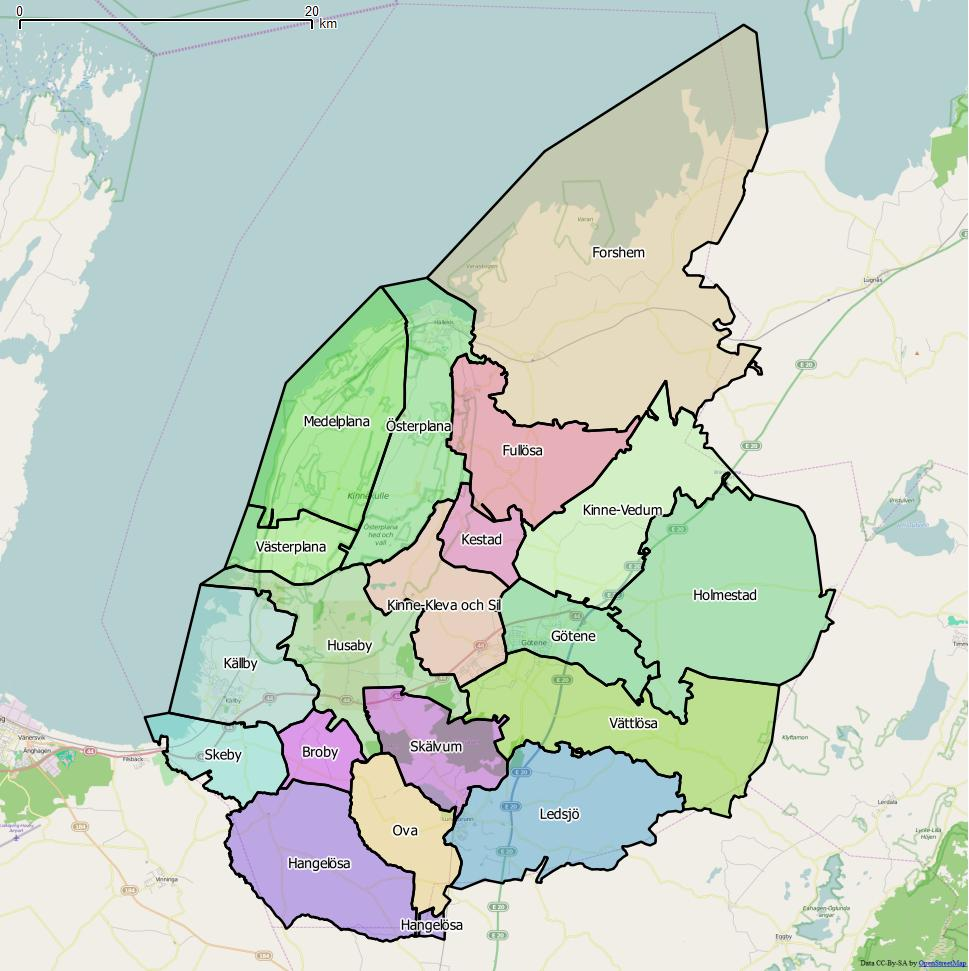
Distrikt (socknar) inom Götene kommun.

Fram till 2016 var kommunen för befolkningsrapportering indelad i sex församlingar – Götene, Husaby, Kinnekulle, Kleva-Sil, Källby och Ledsjö.
Från 2016 indelas kommunen i 19 distrikt:
| De 19 distrikten i Götene kommun |
| --- |
| - Broby - Forshem - Fullösa - Götene - Hangelösa - Holmestad - Husaby - Kestad - Kinne-Kleva och Sil - Kinne-Vedum - Källby - Ledsjö - Medelplana - Ova - Skeby - Skälvum - Västerplana - Vättlösa - Österplana |

### Tätorter
Totalt bodde 63,7 procent av kommunens invånare i någon av tätorterna 2020, vilket var lägre än genomsnittet för riket där motsvarande siffra var 87,6 procent. Enligt SCB:s tätortsavgränsning 2020 fanns fyra tätorter i kommunen: Götene, Hällekis, Källby och Lundsbrunn.

## Styre och politik

### Styre
Mandatperioden 2010–2014 styrdes kommunen av Götenes framtid i koalition med Socialdemokraterna och Vänsterpartiet.
Efter valet 2014 fick Vänsterpartiet lämna koalitionen och Götenes framtid och Socialdemokraterna fortsatte styra. Partierna samlade majoritet i samtliga stora nämnder och i kommunfullmäktige hoppades partierna  kunna få med sig Vänsterpartiet. Valet 2018 ledde till att Götene Framtid stannade kvar vid makten och bildade tillsammans med Centerpartiet, Kristdemokraterna, Liberalerna, Miljöpartiet och Moderaterna majoritetskoalitionen Alliansen++. Samma koalition stannade vid makten efter valet 2022, nu under namnet Götene Alliansen.

### Kommunfullmäktige

#### Presidium
| Presidium 2023–2026 | Presidium 2023–2026 | Presidium 2023–2026 |
| ------------------- | ------------------- | ------------------- |
| Ordförande          | GF                  | Håkan Ernklev       |
| Vice ordförande     | S                   | Ulrika Karlsson     |

#### Mandatfördelning 1970–2022
|  | 15 | 11 | 6 | 2 | 6 |

| 35 | 6 |

| 2 | 14 | 12 | 5 | 2 | 6 |

| 37 |

|  | 15 | 11 | 6 | 2 | 6 |

| 34 | 7 |

| 2 | 15 | 10 | 5 | 2 | 7 |

| 34 | 7 |

|  | 17 | 9 | 4 | 2 | 8 |

| 31 | 10 |

|  | 16 | 8 | 7 | 2 | 7 |

| 29 | 12 |

|  | 17 |  | 9 | 5 | 2 | 6 |

| 26 | 15 |

|  | 14 |  |  | 10 | 4 | 3 | 7 |

| 25 | 16 |

| 2 | 16 | 2 | 3 | 7 | 3 | 2 | 6 |

| 27 | 14 |

| 3 | 13 | 2 | 3 | 6 | 2 | 5 | 7 |

| 27 | 14 |

| 2 | 14 | 2 | 3 | 6 | 4 | 5 | 5 |

| 24 | 17 |

|  | 15 | 2 | 2 | 6 | 3 | 5 | 7 |

| 25 | 16 |

| 2 | 14 | 2 |  | 5 | 5 | 3 | 3 | 6 |

| 22 | 19 |

| 3 | 13 | 2 | 3 | 6 | 5 | 2 | 2 | 5 |

| 22 | 19 |

| 3 | 11 |  | 5 | 5 | 6 | 2 | 3 | 5 |

| 21 | 20 |

| 3 | 12 |  | 6 | 6 | 4 |  | 2 | 6 |

### Nämnder

#### Kommunstyrelse
Kommunstyrelsen i Götene kommun utgörs av 11 ordinarie ledamöter. Under kommunstyrelsen finns ett utskott; arbetsutskottet.
| Presidium 2022–2026    | Presidium 2022–2026 | Presidium 2022–2026 |
| ---------------------- | ------------------- | ------------------- |
| Ordförande             | GF                  | Johan Månsson       |
| Förste vice ordförande | M                   | Marcus Källander    |
| Andre vice ordförande  | S                   | Åsa Karlsson        |

#### Lista över kommunstyrelsens ordförande
Kommunstyrelsens ordförande är kommunens enda kommunalråd.
| 1983–1994 | Jonas Johansson   | C   |
| 1999–2010 | Bo Bergsten       | KD  |
| 2011–2013 | Kenth Selmosson   | S   |
| 2013–2018 | Åsa Karlsson      | S   |
| 2019–2022 | Susanne Andersson | C   |
| 2023-     | Johan Månsson     | GÖF |

#### Övriga nämnder
Nämnden för service och teknik är gemensam med Skara kommun.
| Nämnder                                   | Ordförande | Ordförande        | Vice ordförande | Vice ordförande          | Andre vice ordförande | Andre vice ordförande |
| ----------------------------------------- | ---------- | ----------------- | --------------- | ------------------------ | --------------------- | --------------------- |
| Krisledningsnämnden                       | GF         | Johan Månsson     | M               | Marcus Källander         | S                     | Åsa Karlsson          |
| Miljö- och bygglovnämnden                 | L          | Monica Holm       | S               | Mats Larsson             |                       |                       |
| Nämnden för utbildning, kultur och fritid | M          | Marcus Källander  | S               | Maritha Hellqvist        |                       |                       |
| Socialnämnden                             | C          | Anna Dalström     | S               | Anne-Charlotte Granander |                       |                       |
| Valnämnden                                | M          | Christina Friberg | S               | Ove Karlsson             |                       |                       |
| Överförmyndarnämnden                      | GF         | Johan Månsson     | S               | Åsa Karlsson             |                       |                       |

Källa:

## Ekonomi och infrastruktur

### Näringsliv
Götene är en utpräglad industrikommun. I början av 2020-talet fanns 45 procent av arbetstillfällena inom tillverkningsindustrin. Detta var mer än dubbelt så hög andel som genomsnittet för Sverige. Företag som dominerade var livsmedelsindustrin Gunnar Dafgård AB, Paroc AB som tillverkar mineralull och mejeriet Arla Foods AB.

### Infrastruktur

#### Transporter
Från söder mot öster genomkorsas kommunen av E20 varifrån riksväg 44 tar av åt väster i Götene. Från väster mot nordöst sträcker sig järnvägen Kinnekullebanan som trafikeras av Västtågens regiontåg mellan Lidköping och Mariestad med stopp i Källby, Blomberg, Trolmen, Råbäck, Hällekis, Forshem och Österäng.

## Befolkning

### Demografi

#### Befolkningsutveckling
Kommunen har 13 286 invånare (31 december 2024), vilket placerar den på 174:e plats avseende folkmängd bland Sveriges kommuner.
| Befolkningsutvecklingen i Götene kommun 1970–2020 | Befolkningsutvecklingen i Götene kommun 1970–2020 | Befolkningsutvecklingen i Götene kommun 1970–2020 | Befolkningsutvecklingen i Götene kommun 1970–2020 | Befolkningsutvecklingen i Götene kommun 1970–2020 |
| ------------------------------------------------- | ------------------------------------------------- | ------------------------------------------------- | ------------------------------------------------- | ------------------------------------------------- |
|                                                   |                                                   |                                                   |                                                   |                                                   |
| År                                                |                                                   |                                                   | Folkmängd                                         |                                                   |
| 1970                                              | 1970                                              |                                                   | 11 910                                            |                                                   |
| 1975                                              | 1975                                              |                                                   | 12 303                                            |                                                   |
| 1980                                              | 1980                                              |                                                   | 12 854                                            |                                                   |
| 1985                                              | 1985                                              |                                                   | 13 091                                            |                                                   |
| 1990                                              | 1990                                              |                                                   | 13 498                                            |                                                   |
| 1995                                              | 1995                                              |                                                   | 13 718                                            |                                                   |
| 2000                                              | 2000                                              |                                                   | 13 016                                            |                                                   |
| 2005                                              | 2005                                              |                                                   | 12 879                                            |                                                   |
| 2010                                              | 2010                                              |                                                   | 13 223                                            |                                                   |
| 2015                                              | 2015                                              |                                                   | 13 160                                            |                                                   |
| 2020                                              | 2020                                              |                                                   | 13 194                                            |                                                   |

## Kultur

### Kulturarv
I kommunen finns "Västergötlands största samling med hällrisningar, medeltida kyrkor med tusenåriga konstverk, praktfulla slott och herresäten samt boningen till Sveriges sista grottmänniska". I kommunen finns också Sveriges första biskopskyrka, Husaby kyrka, från 1000-talet och Tredingstenarna som utgörs av tre bautastenar som troligtvis hör till en närliggande gravplats. Exempel på det industriella kulturarvet hittas i Råbäcks stenhuggeri och Falkängens hantverksby.

### Kommunvapen
Blasonering: I rött fält en heraldisk källa av silver och blått samt däröver ett latinskt kors av silver mellan två stolpvis ställda svärd, likaledes av silver.
Vapenbilden går tillbaka på en helgonlegend om sankta Elin, som mördades på väg till invigningen av Götene kyrka. Vapnet fastställdes av Kungl Maj:t 1953 för Götene köping och registrerades för kommunen i PRV 1974.

### Sport
I kommun finns Kinnekulle Ring som är en racingbana uppförd 1969. Banan har senare stått mall för halkbanor runt om i Sverige. Den används bland annat för tävlingar i banracing och rallycross. Banan är byggd i ett dagbrottet vilket gör att publiken kan se tävlingarna uppifrån. Banan är 2072 meter lång.